# Santa Eufemia del Barco
Santa Eufemia del Barco ist ein nordwestspanischer Ort und eine Gemeinde (municipio) mit nur noch 169 Einwohnern (Stand: 2024) im Süden der Provinz Zamora in der Autonomen Gemeinschaft Kastilien-León. Neben dem gleichnamigen Hauptort Santa Eufemia del Barco besteht die Gemeinde aus den Ortschaften Losilla und San Pedro de las Cuevas.

## Lage und Klima
Santa Eufemia del Barco liegt am westlichen Rand der Kastilischen Hochebene (Meseta Iberica) in einer Höhe von ca. 710 m. Die Provinzhauptstadt Zamora ist gut 22 km (Fahrtstrecke) in südsüdöstlicher Richtung entfernt. Der Río Esla bildet die östliche Grenze, der hier durch die Ricobayo-Talsperre aufgestaut wird. Das gemäßigte Kontinentalklima wird nur selten vom Atlantik beeinflusst; Regen (539 mm/Jahr) fällt vorwiegend im Winterhalbjahr.

## Bevölkerungsentwicklung
| Jahr      | 1970 | 1981 | 1991 | 2001 | 2011 | 2021 |
| Einwohner | 708  | 453  | 338  | 292  | 232  | 177  |

## Sehenswürdigkeiten
- Kirche Mariä Himmelfahrt